# 諾伊霍夫湖
53°46′11″N 11°39′26″E / 53.76972°N 11.65722°E
諾伊霍夫湖（德語：Neuhofer See），是德國的湖泊，位於該國東北部梅克倫堡-前波美拉尼亞州，由西北梅克倫堡縣負責管轄，面積0.79平方公里，海拔高度18米，最大水深15米。